# 阿木雄乡
阿木雄乡（藏語：ཨམ་གཞུང་），是中华人民共和国西藏自治区日喀则市昂仁县下辖的一个乡镇级行政单位。

## 行政区划
阿木雄乡下辖以下地区：
甭那村、欧木村、山仓村、热果村、过纳村和江巴村。